# 吉德 (阿肯色州)
吉德（英語：Gid）是位於美國阿肯色州伊澤德縣的一個非建制地區。該地的面積和人口皆未知。

## 地理
吉德的座標為35°58′47″N 91°51′24″W / 35.97972°N 91.85667°W，而該地的平均海拔高度為188米（即617英尺）。